# Paerata
Paerata – miasto w Nowej Zelandii, na Wyspie Północnej, w regionie Auckland.